# Eagle (automóviles)
Eagle fue una marca de Chrysler Corporation creada tras la adquisición de American Motors Corporation (AMC) en 1987, activa hasta el final del año modelo de 1998. Estaba dirigida a los entusiastas de la conducción de vehículos y se promocionó como una concepción más "europea" que la de los restantes modelos similares de la compañía.
Chrysler tomó el nombre "Eagle" de los modelos AMC Eagle con tracción en las cuatro ruedas que se introdujeron para el año modelo de 1980. Este fue el último de los vehículos de American Motors Corporation diseñados íntegramente en EE. UU., siendo uno de los primeros modelos derivados ("crossover") modernos de producción en masa. El nombre Eagle también apareció en varios paquetes de equipamiento de Jeep y en modelos especiales que incluían las camionetas J-10 pickup, Cherokee SJ de vía ancha, y así como en los modelos CJ-5 y CJ-7 a partir de 1976.
A través de la marca se comercializaron en los concesionarios junto con los productos Jeep distintos vehículos importados y de fabricación estadounidense (producidos principalmente por la antigua AMC), hasta que la marca Eagle se suspendió en 1998. Aunque tuvo una vida breve, el sedán Chrysler Vision se vendió en cantidades respetables, al igual que el deportivo Eagle Talon, del que se produjeron más de 115.000 unidades.

## Origen
Tras la introducción de la marca de automóviles Saturn de General Motors, Chrysler planificó la creación de una nueva marca similar diseñada para enfrentarse a Saturn, introduciendo un diseño y métodos de construcción innovadores. En un comunicado de prensa del entonces presidente de Chrysler Lee Iacocca, se indicó que Chrysler estaba trabajando en un automóvil que se llamaría "Liberty". Sin embargo, estos planes nunca llegaron a concretarse, y el nombre se usó más adelante para el Jeep Liberty.
El objetivo principal de la adquisición de American Motors por parte de Chrysler eran los vehículos Jeep sólidamente establecidos en su segmento desde hacía mucho tiempo, pero Renault (entonces asociada con AMC) exigió a la empresa a asumir las obligaciones contractuales de los modelos de automóviles de pasajeros como parte del trato. Así, "Eagle se convirtió en la línea de automóviles que Chrysler heredó de AMC", lo que supuso el nacimiento de la marca Eagle.
Chrysler, como nuevo propietario, dejó de producir rápidamente los modelos de AMC de tracción delantera y fabricación estadounidense Alliance y Encore que se habían desarrollado bajo la dirección de Renault, pero continuó construyendo el crossover AMC Eagle de tracción en las cuatro ruedas. El modelo pasó a llamarse Eagle Wagon y se comercializó en el año modelo de 1988 hasta que terminó la producción en diciembre. Esto significó que la capacidad de la antigua fábrica de AMC en Brampton podría usarse para fabricar más Jeeps. Además, Chrysler mantuvo la marca Eagle ya establecida desde hacía tiempo por AMC, al continuar importando el Renault 21 de tamaño mediano (ahora llamado Eagle Medallion) y al iniciar la producción del sedán de tamaño completo basado en el Renault 25 que fue desarrollado por AMC (denominado Eagle Premier).

## Estrategia de mercado
Para consolidar la comercialización y mantener la distribución a través de los concesionarios de AMC tras su adquisición en 1987, se formó la división Jeep/Eagle de Chrysler Corporation. El problema inicial de Chrysler era que, a diferencia de los Tres Grandes, que tenían múltiples marcas bajo su nombre corporativo, American Motors había vendido automóviles de pasajeros bajo sus iniciales corporativas de "AMC" desde 1970. Por lo tanto, sin tener una marca separada de la ahora desaparecida empresa, Chrysler buscó cambiar la marca de los vehículos heredados a través de la compra de la American Motors Corporation bajo el nombre de Eagle, en lugar de tratar de incorporar esos productos de diseño externo a la estructura de sucursales existente de Chrysler.
A diferencia de los automóviles de las marcas Chrysler, Dodge y Plymouth, los modelos Eagle carecían del logotipo de la "pentaestrella" de Chrysler Corporation. En cambio, todos los modelos presentaban de manera destacada el logotipo de la cabeza de águila.
Dos de los primeros modelos de Eagle, el Eagle Premier y el Eagle Medallion, fueron diseñados por AMC en cooperación con su antiguo socio corporativo (y propietario del 46,4 por ciento), Renault. El resto de los coches de la marca eran simplemente versiones a base de ingeniería de insignias de coches vendidos por otras divisiones de Chrysler, así como algunas importaciones cautivas producidas por Mitsubishi Motors.
En su historia, la marca Eagle sufrió la falta de reconocimiento del producto, aunque su modelo Premier era técnicamente más avanzado que todo lo que ofrecía Chrysler. La mayoría de los modelos de Eagle se ofrecieron en los concesionarios Chrysler-Plymouth, Dodge y Mitsubishi bajo diferentes formas. Chrysler estaba atravesando dificultades financieras a finales de la década de 1980 y no tenía los fondos necesarios para expandirse a su nueva división automotriz. Además, los vehículos Jeep eran bastante populares y rentables, por lo que la mayoría de los recursos de mercadotecnia de la división fluían hacia la gama de productos Jeep, que tenían un mejor reconocimiento y mayores márgenes de beneficio. En consecuencia, muchos distribuidores pusieron más énfasis en los Jeeps y consideraron que la línea Eagle de automóviles de pasajeros era una distracción para su negocio principal. Su experiencia en ventas y servicio se centró sobre todo en los modelos de tracción en las cuatro ruedas, los Jeep y los antiguos "crossover" Eagle de AMC.
Además, tras la adquisición de AMC por parte de Chrysler, se produjo una realineación de la red de distribución, y algunos antiguos concesionarios de AMC/Jeep se consolidaron como franquicias de Chrysler-Plymouth. Hasta ese momento, los puntos de venta de Chrysler-Plymouth no tenían un vehículo utilitario deportivo (SUV) para vender, y agregar la línea Jeep ayudó a los concesionarios a ofrecer a los clientes una gama de vehículos en un segmento de mercado en rápido crecimiento. La fusión pudo haber ayudado a los concesionarios individuales que firmaron, pero provocó que la naciente división Eagle y sus modelos en gran parte derivados compitieran desfavorablemente por la atención de los gestores de los puntos de venta, resultando perjudicados ante las líneas de automóviles de pasajeros de Chrysler y Plymouth, a menudo similares, pero establecidas desde hace más tiempo y más reconocidas.

## Eliminación gradual
La marca Eagle se eliminó gradualmente. En 1996, Chrysler dejó de producir el Eagle Summit basado en el Mitsubishi Mirage, después de haber cancelado los modelos casi idénticos Dodge Colt y Plymouth Colt después de la temporada de 1994. Tras una década de bajas ventas, Chrysler anunció la cancelación de la marca Eagle en septiembre de 1997, y el último Eagle Talon de 1998 salió de la cadena de producción poco después. En 1997, el Chrysler Vision se suspendió al final de su ciclo de diseño, aunque los modelos similares (el Dodge Intrepid y el Chrysler Concorde) se rediseñaron en 1998 y continuaron hasta 2004. Solo el Eagle Talon, basado en el Mitsubishi Eclipse, permaneció hasta 1998, después de lo cual, junto con la marca Eagle en sí misma, dejó de producirse.
Chrysler había planeado originalmente rediseñar el Chrysler Vision para 1999. Los prototipos, llamados VanCuren Eagle, incluso pudieron verse con el logotipo de Eagle, y la producción de Vision continuó hasta septiembre de 1997 para proporcionar a los concesionarios suficientes existencias del modelo más antiguo hasta la introducción del nuevo automóvil. Sin embargo, los ejecutivos de Chrysler decidieron abandonar la marca Eagle solo unos meses después. El automóvil en el que estaban trabajando se comercializó como Chrysler 300M.
El nombre AMC desapareció con la adquisición del fabricante de automóviles independiente por parte de Chrysler, "pero el nombre Eagle continuó, usado por varios modelos de Renault y Mitsubishi durante los años 1990, hasta que finalmente se retiró en 1998". Esos coches Eagle fracasaron porque el fabricante de automóviles no tenía una estrategia de mercado coherente para su gama de modelos, y tampoco realizó campañas promocionales efectivas en el mercado automotriz. Al final, "Chrysler no estaba completamente comprometido con la marca y también dejó a los consumidores confundidos acerca de lo que era un Eagle, si es que conocían el nombre".

## Automóviles Eagle comercializados por Chrysler
- Eagle Familiar (1988)

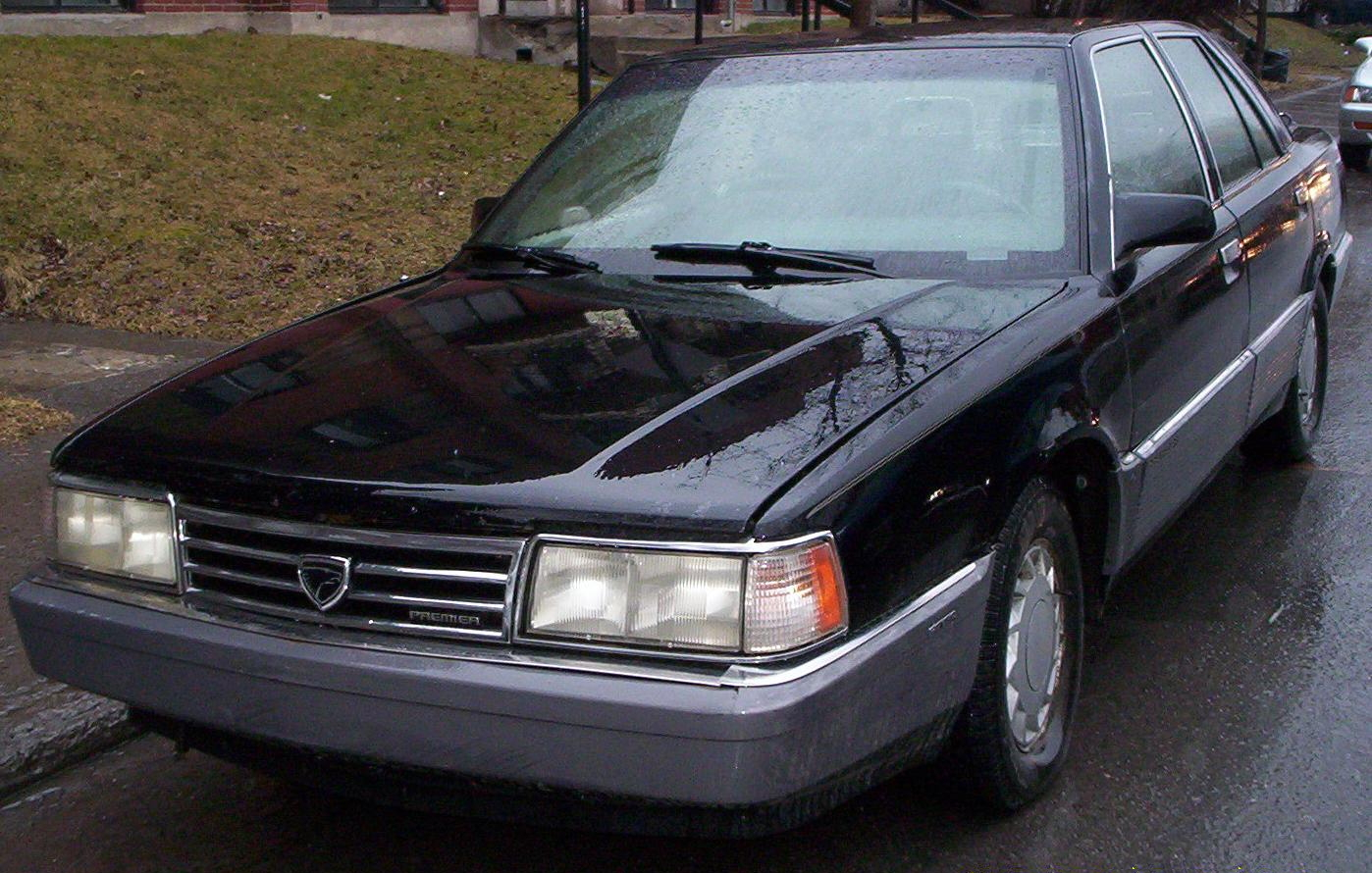
Eagle Premier

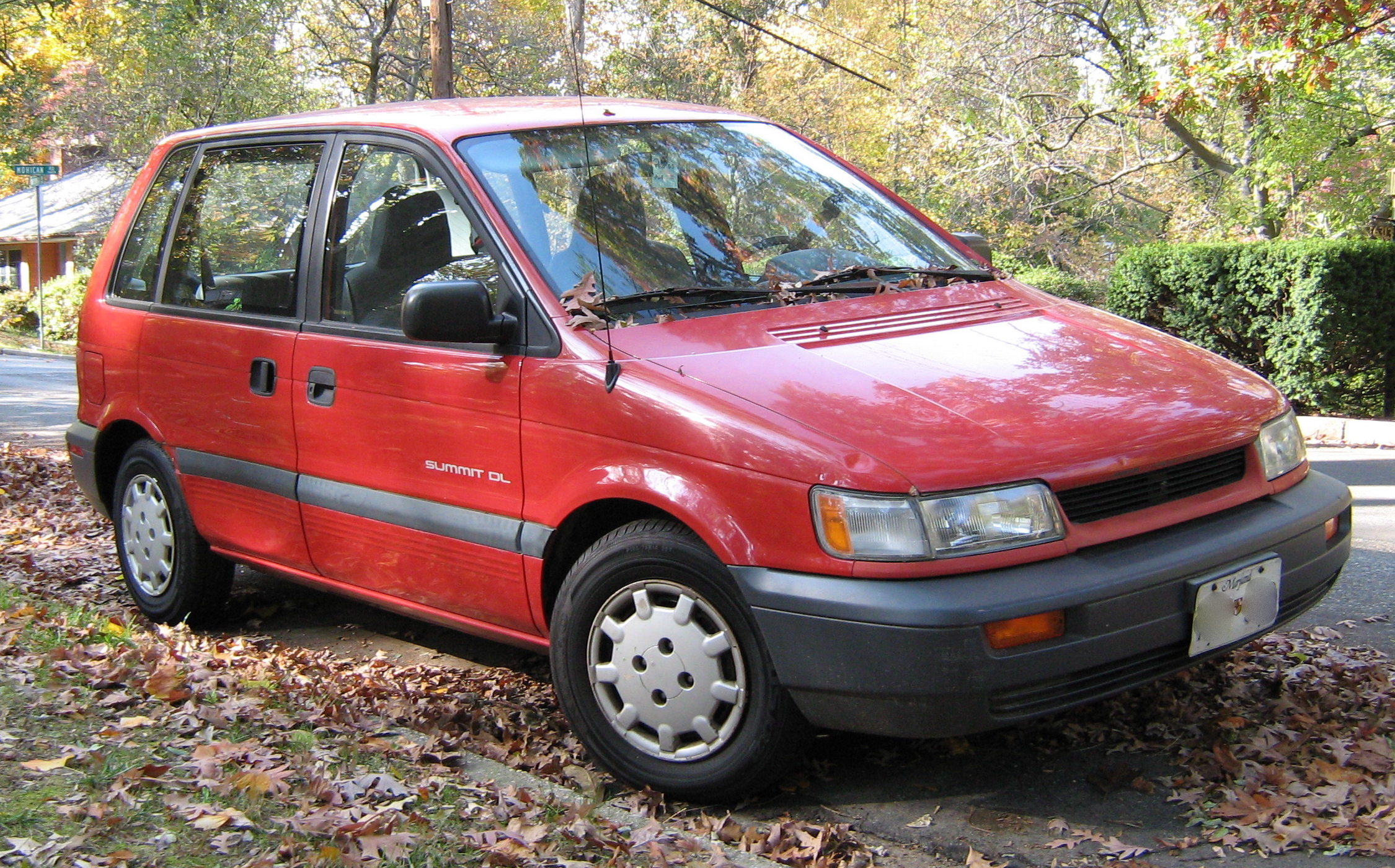
Eagle Summit familiar

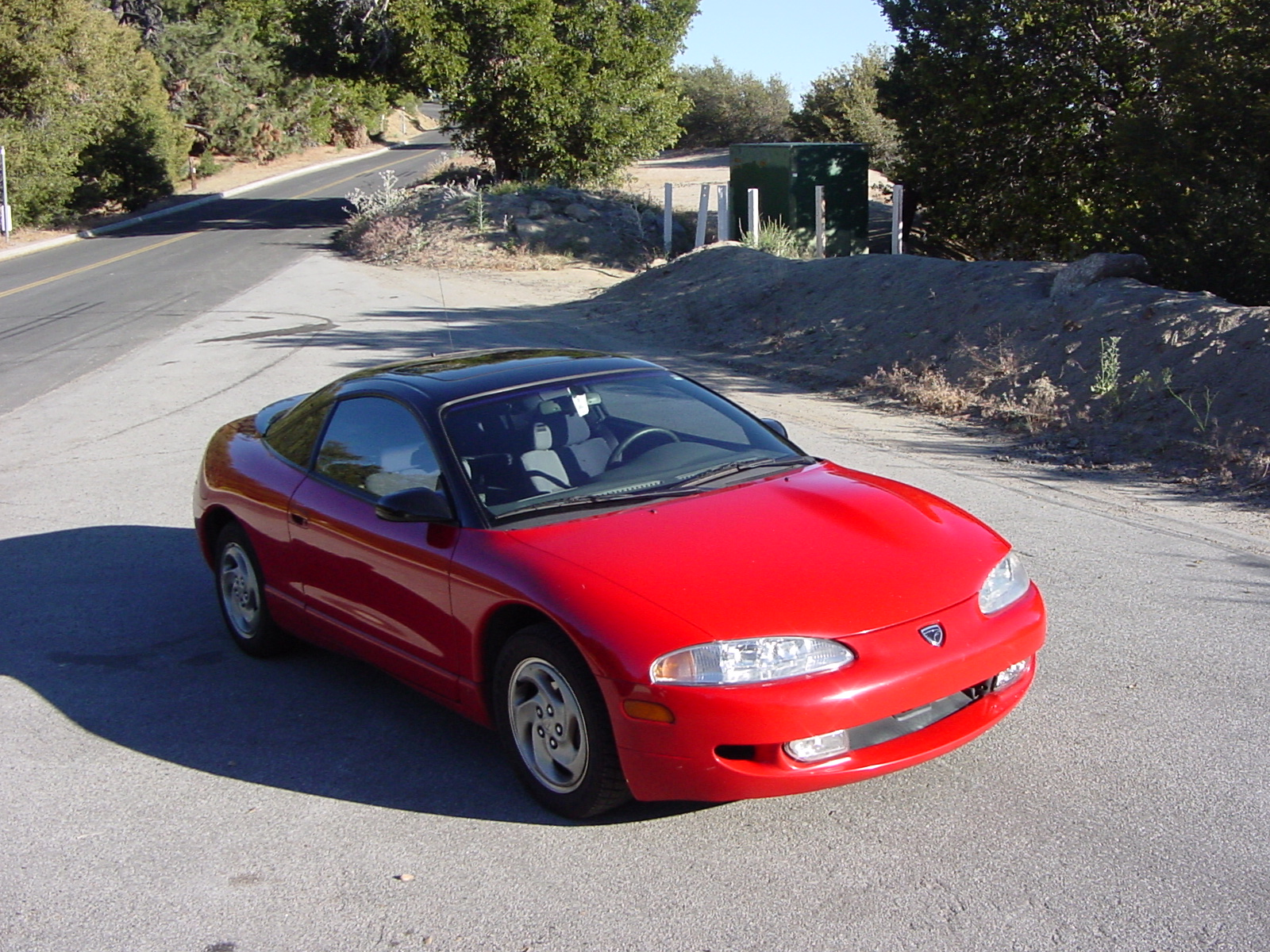
Eagle Talon de 1995

La continuación de la línea AMC Eagle después de que Chrysler adquirió AMC solo se mantuvo en el estilo de carrocería familiar. La producción del vehículo derivado finalizó el 14 de diciembre de 1987. Según la Guía de la National Automobile Dealers Association (NADA), el "Eagle" de Chrysler se generó a partir de la compra de American Motors y de su modelo AMC Eagle.
- Eagle Medallion (1988–1989)

También identificado como Renault Medallion en 1987, este automóvil fue importado y era muy similar al Renault 21.
- Eagle Premier (1988–1992)

Diseñado por AMC, el Premier fue identificado brevemente como Renault Premier antes de su lanzamiento. Inusual (para un automóvil 4x4) al tener un montaje de motor longitudinal (para acomodar una futura versión 4x4), compartió varias partes con el Renault 25 y generó una versión rebautizada llamada Dodge Monaco (1990-1992); esta plataforma fue la base para los modelos LH de 1993.
- Eagle Vista (1988–1992)

Se ofrecieron dos modelos. El hatchback de 3 puertas y el sedán de 4 puertas eran derivados del Mitsubishi Mirage, y la camioneta (con el distintivo de Eagle Vista o Dodge/Plymouth Colt Vista) fue rebautizado como Mitsubishi Chariot. Se vendió solo en Canadá.
- Eagle Summit (1989–1996)

Había modelos cupé, sedán y familiar disponibles. El cupé y los sedanes de 1987-1991, se derivan del Mitsubishi Mirage, mientras que el familiar fue rebautizado como Mitsubishi Expo LRV. El sedán 1991-1996 fue un Dodge/Plymouth Colt rebautizado.
- Eagle Talon (1990–1998)

Al igual que el Plymouth Laser y el Mitsubishi Eclipse, el Talon era el vehículo de efecto halo de Eagle, y vendió más que su primo Plymouth (véase también Diamond Star Motors).
- Mitsubishi Galant (1991–1992)

Un Mitsubishi Galant rebautizado, vendido solo en Canadá.
- Chrysler Vision (1993–1997)

Uno de los tres modelos LH originales de Chrysler. Vendido en Europa como Chrysler Vision.

## Prototipos
El Eagle Optima fue un prototipo de 1990. Era un sedán de cuatro puertas que usaba el diseño de habitáculo adelantado y estaba propulsado por un motor V8 experimental de aluminio de 32 válvulas con tracción total.
Fue uno de una serie de prototipos (que incluían el Lamborghini Portofino de 1987 y el Chrysler Millennium de 1989) que condujeron al Chrysler Vision LH de 1993 y sus hermanos.
La fascia delantera del Optima también inspiró la del Eagle Talon de 1995-1998.